# Complejo Fronterizo Zarumilla
El Complejo Fronterizo Zarumilla es un edificio de control migratorio ubicado en el departamento de Tumbes, zona norte del Perú. Está localizado a la altura del kilómetro 1292 de la carretera Panamericana en el distrito de Aguas Verdes, provincia de Zarumilla. Es el paso obligatorio para toda entrada o salida desde y hacia Ecuador utilizando a Tumbes como vía.
Cuenta con dependencias policiales, así como de otras instituciones del Estado Peruano como la Superintendencia Nacional de Administración Tributaria y el Ministerio de Comercio Exterior y Turismo.